# Dahseyé
El tucano, tukano o tucana, endònim dahseyé (dasea) forma part del grup oriental de la família tucano i la parlen aproximadament 10 mil persones a la conca del riu Vaupés, a Colòmbia i Brasil. A més dels tucanos, integrants d'altres ètnies de la regió són parlants d'aquest idioma (diglòssia), a causa dels intercanvis matrimonials i al seu ús com llengua franca pels missioners, entre ells els tarianes. És oficial al municipi brasiler de São Gabriel da Cachoeira.

## Fonologia
L'idioma tucano registra els següents fonemes:

### Vocals
|          | Anteriors | Centrals | Posteriors |
| Altes    | i         | ɨ        | u          |
| Mitjanes | e         |          | o          |
| Baixes   |           | a        |            |

Són sis vocals orals. Totes les vocals orals poden portar el tret supra-segmental +NALSAL, d'aquesta manera elles poden contrastar amb les vocals orals. Welch i West (1977).

### Consonants
El tucano té tres nivells de to sil·làbic significatiu: alt, mitjà i baix. Els morfemesmonosíl·labs sempre registren to alt. En els bisíl·labs ocorren només tres combinacions: alt-alt, alt-baix i baix-alt. En els trisíl·labs hi ha dues combinacions principals: baix-mig-alt i baix-alt-baix, encara que es registren altres quatre de manera excepcional. El to alt està associat amb l'accent, de manera que tota paraula està accentuada una o més vegades. El to mitjà podria no ser fonèmic i estar associat a les síl·labes intermèdies entre tons diferents o a casos gramaticals específics.
|                   | labial | alveolar | palatal | velar | glotal |
| Oclusives sordes  | p      | t        |         | k     | ʔ (')  |
| Oclusives sonores | b      | d        |         | g     |        |
| fricatives sordes |        | s        |         |       | h      |
| vibrants          |        | r        |         |       |        |
| aproximants       | w      |          | j (y)   |       |        |

Són dotze fonemes consonàntics. Les oclusives sonores b, d, g i la aproximant palatal j (i) tenen variants nasals m, n, ŋ (ng), ɲ (ñ), abans de vocal nasal.

### To
El tucano té tres nivells de to sil·làbic significatiu: alt, mitjà i baix. Els morfemas monosíl·labs sempre registren to alt. En els bisíl·labs ocorren només tres combinacions: alt-alt, alt-baix i baix-alt. En els trisíl·labs hi ha dues combinacions principals: baix-mig-alt i baix-alt-baix, encara que es registren altres quatre de manera excepcional. El to alt està associat amb l'accent, de manera que tota paraula està accentuada una o més vegades. El to mitjà podria no ser fonèmic i estar associat a les síl·labes intermèdies entre tons diferents o a casos gramaticals específics.